# Olešná (Havlíčkův Brod)
Olešná è un comune della Repubblica Ceca facente parte del distretto di Havlíčkův Brod, nella regione di Vysočina.